# 劉肇鈞
劉 肇鈞（りゅう ちょうきん、Liú Zhàojūn、? - 1865年）は、太平天国の指導者の一人。
広西省出身。金田蜂起に参加。1860年、忠王李秀成の蘇州攻略に従った。太平天国が蘇州周辺に蘇福省を設置すると、民政全般を担当。1861年、逢天安となり、さらに逢天義に昇進した。1862年、忠逢朝将となり、凛王に封じられた。1863年、崑山の守備につき、清軍や常勝軍をしばしば打ち破った。1864年、食糧確保のために江西省に進軍したが、都の天京が陥落したため、侍王李世賢に従って福建省に入った。李世賢は漳州を占領し、劉肇鈞は漳浦の守りを任された。しかし1865年に李世賢が漳州を撤退するのに合わせて、劉肇鈞は漳浦を撤退しようとしたが、清軍に包囲されて自殺した。